# Темпио Паузанија
Темпио Паузанија (итал. Tempio Pausania, на месном говору: Tempiu) град је у западној Италији. Темпио Паузанија је једно од средишта истоименог округа Сасари у оквиру италијанске покрајине Сардинија.

## Природне одлике
Град Темпио Паузанија налази се у северном делу Сардиније, на 250 км северно од Каљарија. Град се налази брдско-планинској области Галурија, која заузима северни део највећег сардинијског планинског била, Ђенарђенту. Надморска висина града је око 560 m.

## Становништво
Према резултатима пописа становништва 2011. у општини је живело 13.946 становника.
| 1931. | 1936. | 1951.  | 1961.  | 1971.  | 1981.  | 1991.  | 2001.  | 2011.  |
| ----- | ----- | ------ | ------ | ------ | ------ | ------ | ------ | ------ |
| 8.357 | 8.886 | 10.177 | 11.402 | 11.779 | 13.426 | 13.899 | 13.992 | 13.946 |

Темпио Паузанија данас има око 14.000 становника, махом Италијана. То је два пута више него на почетку 20. века. Последњих деценија број становника у граду расте.

## Партнерски градови
- Азијаго[2]
- Фоца[2]
- Синаи[2]
- Армунђа[2]
- Фони

## Галерија
- Саборна црква св. Петра
- Градска кућа
- Градска железничка станица
- Праисторијска градња из околине града